# باب گرگی
باب گرگی روستایی از توابع سربیژن بخش ساردوئیه شهرستان جیرفت در استان کرمان ایران است.

## جمعیت
این روستا در دهستان گور قرار دارد و براساس سرشماری مرکز آمار ایران در سال ۱۳۸۵، جمعیت آن ۵۶ نفر (۱۲خانوار) بوده‌است.طوایف عرب سربیژن،رفیعی،صالحی در این روستا سکونت دارند.